# Князь Ростислав (симфонічна поема)
«Князь Ростислав» — симфонічна поема Сергія Рахманінова. Вона була написана, коли він навчався в Московській консерваторії і є одним з його найбільш ранніх збережених творів для оркестру. Загальна тривалість виконання поеми звичайно становить від шістнадцяти до двадцяти хвилин.
Поема написана в ре мінорі, інструментування і мелодика свідчить про поступове формування творчої індивідуальності композитора, хоча фахівці і відзначають в музиці відлуння опери Миколи Римського-Корсакова «Садко» і фантазії Чайковського «Буря».
Рукопис датований 9–15 грудня 1891 року. Поема заснована на романі Олексія Костянтиновича Толстого «Князь Срібний».
Рахманінов не робив жодних спроб виконати поему протягом всього свого життя. Прем'єра «Князя Ростислава» відбулася в Москві 2 листопада 1945 року під орудою Миколи Аносова. «Князь Ростислав» був опублікований в 1947 році.